# Chuck Norris
Carlos Ray "Chuck" Norris (sinh ngày 10 tháng 3 năm 1940) là một võ sư, diễn viên, nhà sản xuất và người viết kịch bản người Mỹ. Sau khi phục vụ trong quân đội Hoa Kỳ, ông bắt đầu trở nên nổi tiếng như một ngôi sao võ thuật, và sau đó là sự thành lập trường phái võ thuật riêng của mình, Chun Kuk Do (Thiên Quốc Đạo).

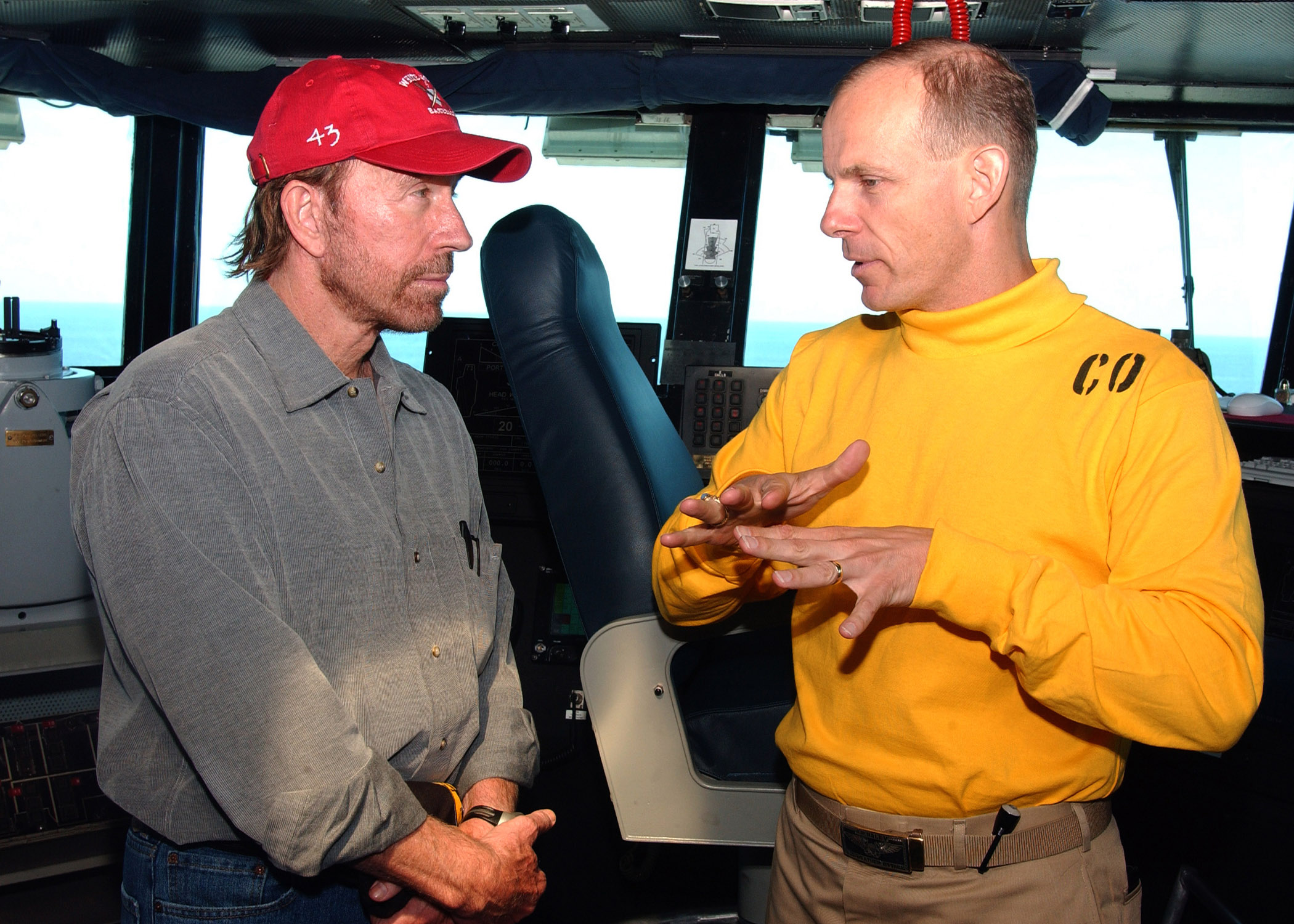

Norris xuất hiện trong một số phim hành động, chẳng hạn như Mãnh long quá giang, trong đó ông đóng vai chính cùng Lý Tiểu Long, và là ngôi sao hàng đầu của tập đoàn The Cannon Group trong những năm 1980. Ông đã tiếp tục đóng vai chính trong loạt phim truyền hình Walker, Texas Ranger từ năm 1993 cho tới 2001.
Norris là một tín hữu Cơ Đốc giáo sùng đạo và có quan điểm bảo thủ về chính trị. Ông đã viết nhiều cuốn sách về Thiên chúa giáo, cũng như ủng hộ tài chính cho các ứng cử viên đảng Cộng hòa cũng như các hoạt động của đảng này. Trong năm 2007 và 2008 ông vận động tranh cử cho cựu Thống đốc Arkansas Mike Huckabee, người đã chạy đua trong các đề cử của đảng Cộng hòa cho chức Tổng thống năm 2008. Năm 2012, ông đã ủng hộ Chủ tịch Hạ viện Newt Gingrich.. Ông cũng viết cho các trang web chính trị như WorldNetDaily.

## Những năm đầu đời
Norris sinh ngày 10 tháng 3 năm 1940 ở Ryan, Oklahoma. Ông là con trai của Ray Norris, một thợ cơ khí, tài xế lái xe buýt và xe tải. Norris có một phần dòng máu người Anh, một phần nhỏ của người Scotland, xứ Wales và Đức, ông cũng thừa nhận bản thân mình có nguồn gốc của người Cherokee. Norris được đặt tên dựa theo tên của Carlos Berry, mục sư của người cha của ông. Ông có hai anh em trai, Wieland (đã chết) và Aaron (một nhà sản xuất của Hollywood). Khi Norris mười sáu tuổi, cha mẹ ly dị, ông chuyển đến Prairie Village, Kansas và sau đó là Torrance, California, cùng với mẹ và những người em của mình.
Ông mô tả cuộc sống thơ ấu của mình buồn tẻ, ông là một đứa trẻ phi thể thao (nonathletic), nhút nhát, một con mọt sách tầm thường và là một học sinh trung bình. Những đứa trẻ khác chế giễu ông về sắc tộc hỗn hợp của mình, và ông bắt đầu mơ mộng về việc đánh bại những kẻ hành hạ mình. Norris đã đề cập trong một cuốn tự truyện của mình rằng cha ông là một người nghiện rượu và ít khi gần gũi khi ông lớn lên, ông thừa nhận rằng ông yêu cha mình nhưng không thích cách sống của cha.
Ông gia nhập Lực lượng Quân cảnh trực thuộc Không quân Hoa Kỳ vào năm 1958 và đã được gửi đến căn cứ không quân Osan, Hàn Quốc. Tại đây, ông bắt đầu có biệt danh Chuck, và bắt đầu luyện tập môn Tang Soo Do (tangsudo) với sự quan tâm đặc biệt qua kết quả đạt đến đai đen của môn võ và bắt đầu hình thành nền móng cho Chun Kuk Do, môn võ mà ông sáng tạo ra. Trở về Hoa Kỳ, ông tiếp tục phục vụ trong lực lượng quân cảnh tại Căn cứ Không quân March, California.
Norris được giải ngũ vào tháng 8 năm 1962. Ông làm việc cho Northrop Corporation và mở ra một chuỗi các trường học karate, trong đó bao gồm một lớp học ở Hawthorne Boulevard, Torrance, nơi sau này là quê nhà của ông. Trên trang web của Norris có liệt kê danh sách các học viên nổi tiếng trong các trường học của mình, trong đó bao gồm Steve McQueen, Chad McQueen, Bob Barker, Priscilla Presley, Donny Osmond và Marie Osmond.

## Sự nghiệp võ thuật

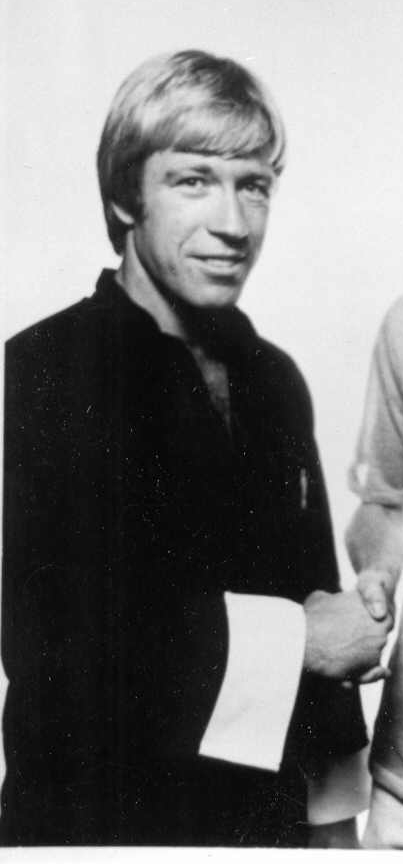
Norris năm 1976

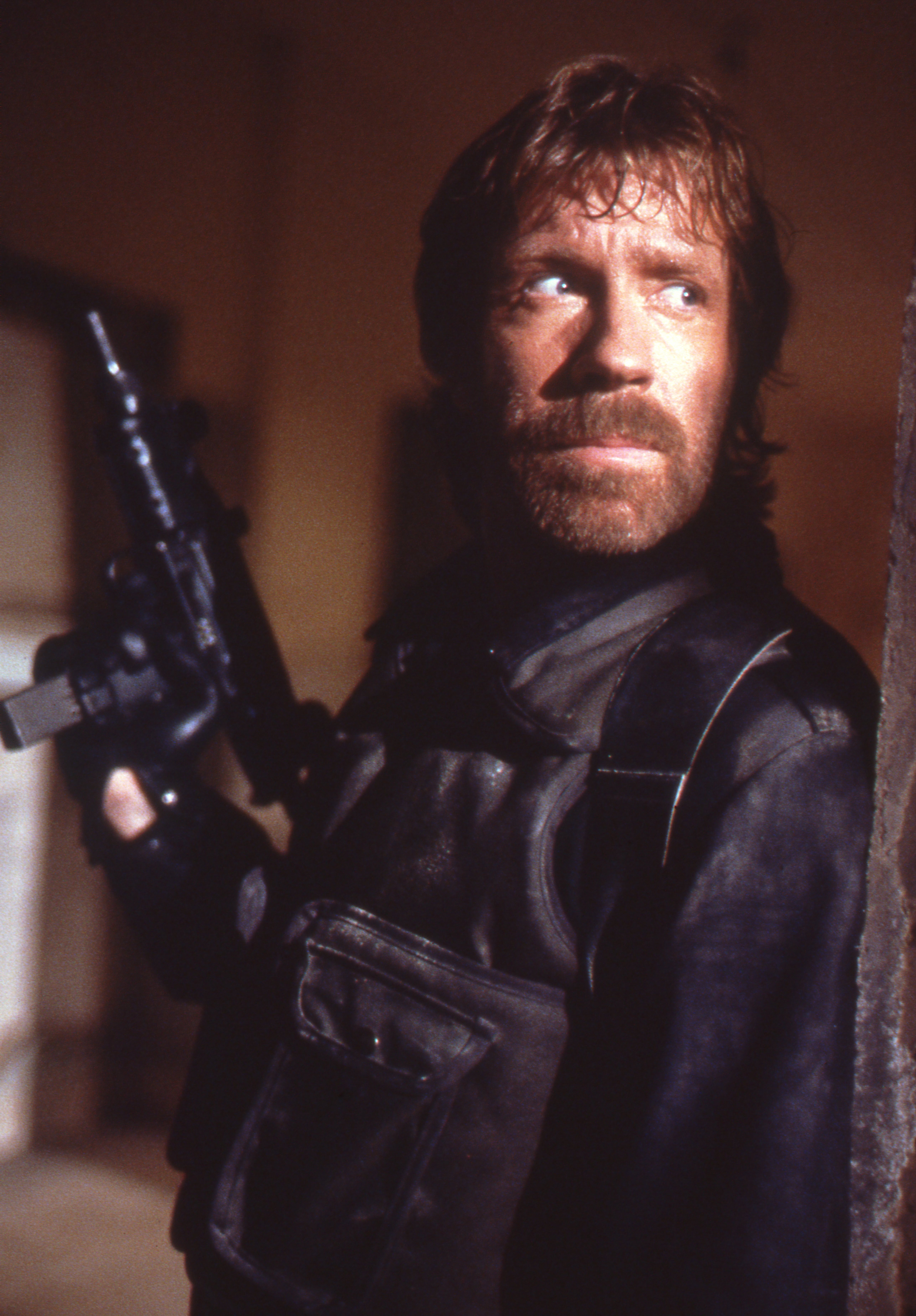
Norris trong bộ phim The Delta Force (1986)

Norris đã bị đánh bại ở hai giải đấu đầu tiên trong sự nghiệp của mình, bỏ cuộc trước Joe Lewis và Allen Steen và ba trận đấu tại Giải vô địch Karate Quốc tế trước Tony Tulleners. Đến năm 1967 ông đã cải thiện trình độ võ thuật của mình để chiến thắng trước những võ sư như Lewis, Skipper Mullins, Arnold Urquidez, Victor Moore, Ron Marchini và Steve Sanders. Đầu năm 1968, Norris trải qua lần thất bại thứ 10 một cách bất ngờ trước Louis Delgado, đây cũng là lần cuối cùng ông thất bại trong sự nghiệp của mình. Ngày 24 tháng 11 năm 1968, Norris đã phục thù thành công trước Delgado, và cùng với đó là danh hiệu Vô địch giải Karate Chuyên nghiệp hạng Trung, danh hiệu ông giữ trong sáu năm liên tiếp. Năm 1969, ông tiếp tục giành cú ăn ba (triple crown) trong môn Karate cho thành tích vô địch nhiều giải đấu nhất trong năm, cùng giải thưởng Võ sĩ của Năm do tờ Black Belt Magazine bình chọn.
Norris đã làm nên lịch sử vào năm 1990, khi là võ sĩ phương Tây đầu tiên được ghi nhận trong lịch sử của Taekwondo được công nhận chức Kiện tướng Đai đen Bát đẳng. Năm 1999, Norris có vinh hạnh được xướng tên trong Đại sảnh Danh vọng của Bảo tàng Lịch sử Võ thuật (Martial Arts History Museum's Hall of Fame). Ngày 1 tháng 7 năm 2000, Norris đã nhận Giải thưởng Vàng cho Thành tựu Trọn đời do Đại sảnh Danh vọng Liên hiệp Karate thế giới trao tặng.

## Sự nghiệp diễn xuất

### Nổi danh

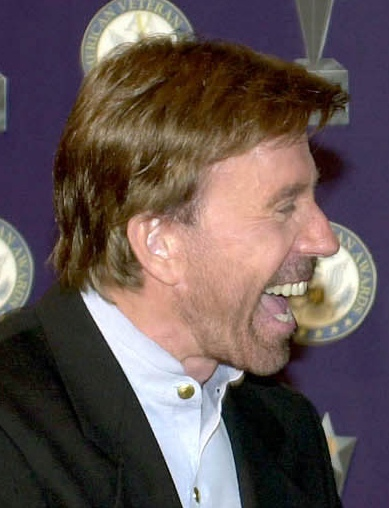
Norris nhận danh hiệu Cựu chiến binh của năm bởi Không quân Hoa Kỳ năm 2001.

Năm 1969, Norris có vai diễn đầu tay trong bộ phim The Wrecking Crew của Dean Martin. Tháng 6 năm 1970, người em trai Wieland của ông, một binh nhì tại Sư đoàn Không vận số hiệu 101, bị giết tại Việt Nam khi đi tuần tra trong việc cố thủ tại Căn cứ Hỏa lực Ripcord. Norris sau đó dành riêng bộ phim Missing in Action của ông để tưởng niệm tới người em trai.
Tại một sự kiện biểu diễn võ thuật ở Long Beach do Ed Parker tổ chức năm 1967, Norris gặp ngôi sao võ thuật Lý Tiểu Long. Năm 1972, ông tham gia diễn xuất với vai diễn một kẻ thù của Lý Tiểu Long trong phim Mãnh long quá giang (Way of the Dragon, có tên Return of the Dragon khi phân phối tại Mỹ), được ghi nhận rộng rãi với việc nâng tầm Norris lên thành một trong những ngôi sao hành động sáng giá. Ở châu Á, Norris vẫn được biết đến chủ yếu với vai diễn này. Năm 1974, McQueen đã khuyến khích ông bắt đầu theo học các lớp học diễn xuất tại MGM.
Vai chính đầu tiên của Norris là trong bộ phim Breaker! Breaker! năm 1977, và các bộ phim tiếp theo như Good Guys Wear Black (1978), The Octagon (1980), An Eye for an Eye (1981), và Lone Wolf McQuade, qua đó củng cố tên tuổi như bảo chứng cho sự gia tăng thành công về mặt thương mại cho các bộ phim mà ông tham gia. Năm 1984, Norris đóng vai chính trong Missing in Action, phần đầu tiên của loạt phim chủ đề giải cứu tù binh lấy cảm hứng từ loạt phim Rambo của Sylvester Stallone; có cốt truyện xoay quanh vấn đề tù binh/quân nhân mất tích trong chiến tranh Việt Nam, được đạo diễn bởi hai người anh em họ gốc Israel, Menahem Golan và Yoram Globus và ra mắt thông qua hãng phim Cannon Films của họ. Tuy nhiên, khi ra mắt, bộ phim bị chỉ trích nặng nề như một sự ăn theo thành công đến từ loạt phim Rambo.
Trong bốn năm liên tiếp sau đó, Norris đã trở thành ngôi sao nổi bật nhất của Cannon, xuất hiện trong tám phim, bao gồm Code of Silence, The Delta Force, và Firewalker, trong đó ông đóng vai chính cùng diễn viên từng đoạt giải Oscar, Louis Gossett, Jr.. Nhiều bộ phim trong số đó được sản xuất bởi người anh em của Chuck Norris, Aaron, cũng như một vài tập của Walker, Texas Ranger. Năm 1986, ông tham gia vào việc sản xuất phim hoạt hình Karate Kommandos của xưởng phim Ruby-Spears Productions.
Tháng 10 năm 2014, có tin nói rằng bộ phim mới nhất của Chuck Norris mang tên The Finisher đã bắt đầu được bấm máy, và dự kiến ra mắt vào tháng 3 năm 2015.

### Walker, Texas Ranger
Đến cuối những năm 1980, danh tiếng của Cannon Films bắt đầu có dấu hiệu giảm sút, và ánh hào quang của Norris dường như cũng đi xuống kể từ đó. Ông tái lập vai diễn trong Delta Force cho MGM, hãng phim tiếp quản thư viện phim của Cannon sau khi hãng này xin bảo hộ phá sản theo Chương 11 của Luật Phá sản Hoa Kỳ. Norris tiếp tục thực hiện một số bộ phim trước khi bắt đầu chuyển qua đóng phim truyền hình. Năm 1993, ông bắt đầu khởi quay Walker, Texas Ranger, loạt phim kéo dài tám năm trên đài CBS và tiếp tục được chiếu rộng rãi tại nhiều kênh truyền hình khác, nổi bật là Hallmark Channel.
Ngày 17 tháng 10 năm 2005, CBS trình chiếu Walker, Texas Ranger: Trial by Fire, bộ phim được lựa chọn cho Sunday Night Movie of the Week. Việc sản xuất bộ phim này là một sự tiếp nối loạt phim trước đó, và không dựa theo một kịch bản mang tính tái hợp. Norris tiếp tục đảm nhiệm vai Cordell Walker trong bộ phim này. Ông tiết lộ một bộ phim về Walker, Texas Ranger tiếp theo trình chiếu trong Movie of the Week được mong chờ sẽ được thực hiện; tuy nhiên, động thái này bị suy giảm nghiêm trọng do quyết định cắt giảm của CBS trong mùa phim 2006–2007 để không còn thường xuyên lên lịch phim cho sự kiện Movies of the Week vào tối Chủ nhật.

## Hoạt động bên lề khác
Norris từng xuất hiện cùng Christie Brinkley trong một loạt dài tập các phim tài liệu quảng cáo trên truyền hình cáp nhằm thúc đẩy việc quảng bá sản phẩm thiết bị tập thể dục cá nhân của Total Gym
Năm 2010, Norris xuất hiện trong quảng cáo của công ty truyền thông T-Mobile tại Cộng hòa Séc. Năm 2011, Norris xuất hiện trong quảng cáo của game World of Warcraft. Năm 2012, Norris xuất hiện trong loạt quảng cáo của ngân hàng Ba Lan BZ WBK.

## Chun Kuk Do
Norris là người sáng lập nên Chun Kuk Do, một môn võ chủ yếu dựa trên môn phái Tang Soo Do và bao gồm các yếu tố từ mỗi phong cách chiến đấu mà ông biết. Giống như nhiều môn võ thuật, môn võ này có một hệ thống triết học các luật lệ cũng như nguyên tắc về danh dự mà học viên phải tuân theo. Những luật lệ này đến từ những nguyên tắc cá nhân của Chuck Norris. Chúng là:
- Tôi sẽ phát triển bản thân tới tối đa tiềm năng có thể bằng mọi giá.
- Tôi sẽ quên đi những sai lầm trong quá khứ và hướng tới những thành tựu to lớn hơn.
- Tôi sẽ tiếp tục nỗ lực phát triển tình yêu thương, hạnh phúc và lòng trung nghĩa trong gia đình của tôi.
- Tôi sẽ tìm kiếm những điều tốt đẹp trong tất cả mọi người và khiến họ cảm thấy xứng đáng.
- Nếu tôi không có gì tốt để nói về một người, tôi sẽ không nói gì.
- Tôi sẽ luôn luôn nhiệt tình với sự thành công của những người khác như bản thân tôi đối với tôi.
- Tôi sẽ duy trì một thái độ cởi mở.
- Tôi sẽ duy trì sự tôn trọng với những người có uy quyền và tỏ ra như vậy trong mọi hoàn cảnh.
- Tôi sẽ luôn luôn trung thành với Đấng toàn năng của tôi, gia đình của tôi, đất nước của tôi và bạn bè của tôi.
- Tôi sẽ vẫn đề cao định hướng mục tiêu trong suốt cuộc đời của tôi vì thái độ tích cực đó giúp gia đình tôi, đất nước của tôi và bản thân tôi.

## Cuộc sống cá nhân

### Gia đình
Norris kết hôn với Dianne Holechek vào năm 1958. Năm 1963, người con đầu của họ, Mike chào đời. Người con gái Dina được sinh ra năm 1964 từ một phụ nữ mà ông không kết hôn. Sau đó, ông có thêm người con thứ, Eric, cùng vợ vào năm 1965. Sau 30 năm kết hôn, Norris và Holechek ly dị năm 1988.
Tháng 11 năm 1998, ông kết hôn với cựu người mẫu Gena O'Kelley, sinh năm 1963 và kém ông 23 tuổi. O'Kelley đã có hai đứa con trong cuộc hôn nhân trước đó. Cô sinh đôi vào năm 2001: Dakota Alan Norris, một bé trai, và Danilee Kelly Norris, một bé gái. Hôn lễ được cử hành bởi Lawrence Kennedy, người được nêu tên trong tự truyện của Norris.
Ngày 22 tháng 9 năm 2004, Norris nói với Mary Hart trong chương trình Entertainment Tonight rằng con gái Dina của mình là kết quả của một mối tình ngoài hôn nhân. Ông đã không gặp cô cho đến khi cô 26 tuổi, mặc dù cô biết Norris là cha mình khi cô 16 tuổi. Cô đã gửi một lá thư đến nhà của Norris, thông báo cho ông về mối quan hệ của họ. Sau khi gặp cô, Norris nói rằng ông biết cô là con gái mình từ khi nhìn thấy cô.
Chuck Norris có chín người cháu.

### Cơ Đốc giáo
Là một tín hữu Cơ Đốc giáo thẳng thắn, Norris là tác giả của nhiều cuốn sách viết về Cơ Đốc giáo, ví dụ như The Justice Riders. Ông cũng xuất hiện trong một vài quảng cáo truyền hình nhằm thúc đẩy nghiên cứu Kinh Thánh và cầu nguyện tại các trường công lập, ngoài những cố gắng hạn chế việc sử dụng ma túy. Trong mục của mình trên WorldNetDaily, ông bày tỏ niềm tin của mình vào sáng tạo luận, rằng những người gặp phải những điều băn khoăn nên hướng tới chúa Jesus, và được trích dẫn khi nói "lòng yêu nước chân chính" không nằm thông suốt ở việc thảo luận về tôn giáo và chính trị.
Ngày 22 tháng 4 năm 2008, Chuck Norris bày tỏ sự ủng hộ của mình dành cho phong trào Thiết kế Thông minh khi ông nhận xét về cuốn sách của Ben Stein, Expelled cho trang web Townhall.com.

### Võ thuật và thể dục cá nhân
Norris đã đạt được đai đen môn Nhu thuật Brasil từ gia đình Machado.
Trong bài viết ngày 15 tháng 2 năm 2010 trên WorldNetDaily, Norris thông báo, bắt đầu từ mùa thu năm 2010, ông sẽ bắt đầu mục thứ hai của mình mang tính hằng tuần cho Creators Syndicate. Mục mới này, "C-Force", sẽ tập trung vào việc tập thể dục cá nhân.

## Hoạt động xã hội

### Từ thiện
Ông được biết đến trong những đóng góp cho các tổ chức từ thiện như: Kinh phí cho trẻ em, Hội cựu chiến binh, tổ chức MAKE-A-WISH dưới hình thức đóng góp cũng như hoạt động.

### Quan điểm chính trị
Norris là đảng viên đảng Cộng hòa, thường xuyên tranh đấu cho quan điểm của đảng. Ông đã quyên góp hơn $32.000 cho các ứng viên đảng Cộng hòa từ năm 1988. Ông ủng hộ quyền sở hữu súng và trường công lập dành riêng cho dân đồng tính.

## Vinh danh

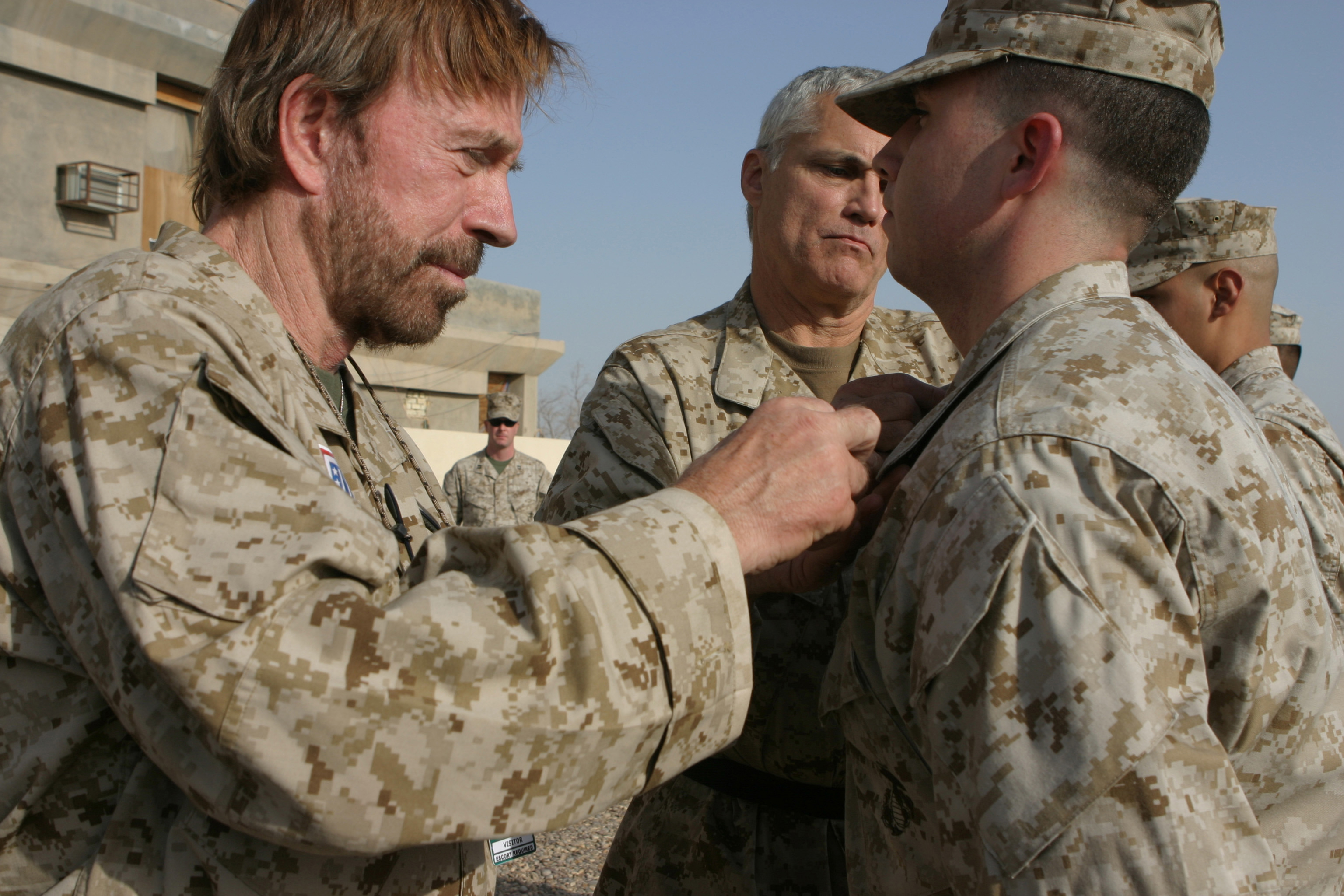
Norris trong một buổi lễ thăng chức tại Trại Taqaddum ở tỉnh Al Anbar, Iraq ngày 2 tháng 11 năm 2006.

Ngày 28 tháng 3 năm 2007, Chỉ huy, tướng James T. Conway đã vinh danh Chuck Norris và công nhận ông là một quân nhân danh dự của Thủy quân lục chiến Hoa Kỳ trong một bữa ăn tối tại nhà riêng của vị Chỉ huy ở Washington, D.C.
Ngày 2 tháng 12 năm 2010, ông cùng em trai Aaron được trao danh hiệu danh dự Texas Ranger của Thống đốc Texas Rick Perry.